# Las Hunfrías
Las Hunfrías es una pedanía —Entidad de ámbito territorial inferior al municipio, según la nomenclatura oficial— de la provincia de Toledo, España, perteneciente al término municipal de Robledo del Mazo. Se encuentra en la comarca de la Jara, en la parte occidental de los Montes de Toledo.

## Población
A fecha 1 de enero de 2015 tenía 46 habitantes, según los datos oficiales del INE.

## Geografía
Se sitúa a un kilómetro del río Gévalo. En este, y muy cerca de Las Hunfrías, existen algunas zonas adecuadas para el baño y se encuentran ruinas de varios molinos del siglo XV.
La garganta de las Lanchas, también a escasa distancia, forma saltos de agua, conocidos como Las Chorreras. Constituyen uno de los principales reclamos para los senderistas. Cada una de las cascadas tiene una denominación numérica, en orden ascendente —de la «Primera Chorrera» a la «Quinta (o Sexta) Chorrera»— que coincide con el nivel de dificultad que conlleva el acceso a las mismas.
Las sierras rodean a la población, siendo reseñables La Solana, por el lado norte, y el Risco de la Atalaya (Risco del Atalayón, según los lugareños), por el sur.

## Riqueza natural
El valle y las montañas, especialmente las situadas al sur de la población, cuentan con una abundante cubierta vegetal en la que aparecen robles, encinas, pinos y castaños, además de arbustos como la jara (que da nombre a la comarca), la retama y helechos. Entre la fauna destaca el ciervo y el jabalí.
Esta riqueza natural y paisajística hace que la zona sea un destino privilegiado para los senderistas (y también para los aficionados a la micología).
Recientemente se ha habilitado una zona de camping.

## Fiestas
- Fiestas de agosto.
- 4 de diciembre: Santa Bárbara.

- Datos: Q9020459
- Multimedia: Las Hunfrías / Q9020459